# Аризема сердцевидная
Аризе́ма сердцеви́дная (лат. Arisaema cordatum) — многолетнее травянистое клубневое растение, вид рода Аризема (Arisaema) семейства Ароидные (Araceae).

## Ботаническое описание
Раздельнополые клубневые многолетние травянистые растения.
Клубень шаровидный, 1—1,5 см в диаметре.

### Листья
Катафиллов два или три, около 5 см длиной, чешуевидные.
Лист один. Черешок 10—30 см длиной, тонкий, в основании формирующий короткий ложный стебель. Листовая пластинка перистораздельная; листочки в числе (5)7, сидячие, слегка зеленоватые, продолговатые, 7—10 см длиной, 1,5—3 см шириной, чешуевидные, широко-клиновидные в основании, от острых до коротко заострённых на вершине.

### Соцветия и цветки
Соцветие появляется раньше листьев. Цветоножка 3—10 см длиной, тонкая. Покрывало в основании пурпуровое; трубка кремовая, снаружи с пурпуровыми пятнами, внутри тёмно-фиолетовая, воронковидная, 3—3,5 см длиной, 1—1,4 см в диаметре, края устья широко расширенные к пластинке; пластинка широкосредцевидная, около 6 см длиной и 4 см шириной, на вершине заострённая и закрученная вокруг придатка початка.
Початок однополый. Женская зона около 1 см длиной; завязь веретеновидная; мужская зона около 1 см длиной и 3 мм в диаметре, на короткой ножке; синандрий состоит из двух пыльников; теки шаровидные, вскрываются верхушечными порами. Придаток сидячий, 15—27 см длиной, вначале веретеновидный, до 4 мм в диаметре, далее вертикальный, нитевидный.
Цветёт в апреле.

## Распространение
Встречается в Китае (Гуанси, Гуандун, остров Ланьтау).